# Michael Dante
Pour les articles homonymes, voir Dante (homonymie).
Ne pas confondre avec le réalisateur américain Michael Dante DiMartino (1974-).
Michael Dante (nom de scène de Ralph Vitti), né le 2 septembre 1931 à Stamford (Connecticut), est un acteur américain.

## Biographie

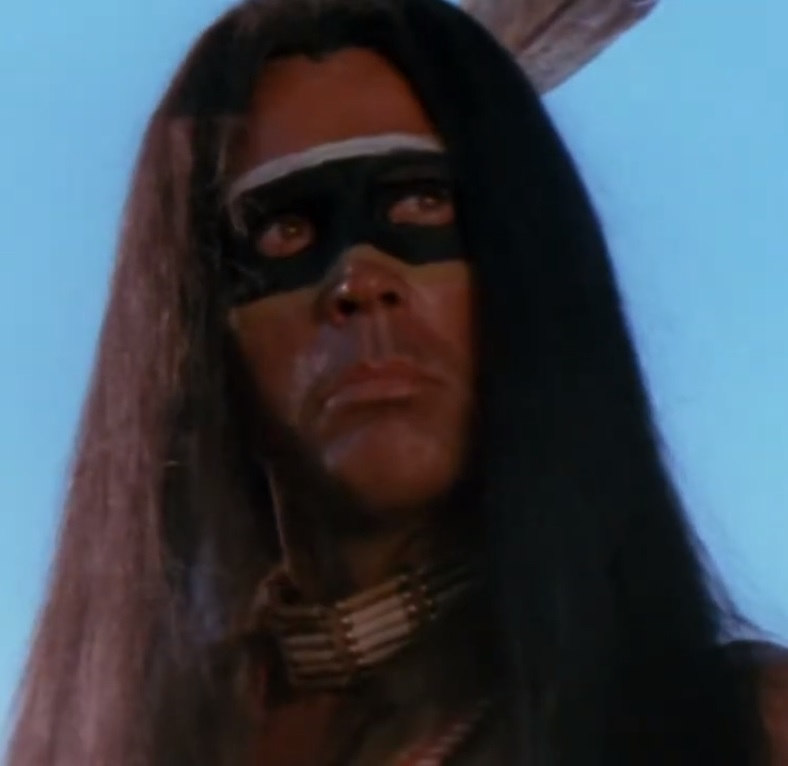
Dans Le Faucon blanc (1975)

D'abord connu dans le milieu du baseball, Ralph Vitti joue à titre secondaire au sein des Braves de Boston entre 1950 et 1952, année où il se blesse durablement. Vers le milieu des années 1950, au moment où il tente sans succès de se remettre à niveau lors d'entraînements des Washington Senators, il suit par ailleurs des cours d'art dramatique à l'Université de Miami.
Repéré par la Metro-Goldwyn-Mayer qui lui fait adopter le nom de scène de Michael Dante, il débute au cinéma dans Marqué par la haine de Robert Wise (1956, avec Paul Newman et Pier Angeli). Suivent vingt-trois autres films américains (notamment des westerns), dont Le Courrier de l'or de Budd Boetticher (1959, avec Randolph Scott et Virginia Mayo), Les Sept Voleurs d'Henry Hathaway (1960, avec Edward G. Robinson et Rod Steiger), Police spéciale de Samuel Fuller (1964, avec Constance Towers et Virginia Grey), Harlow d'Alex Segal (1965, avec Carol Lynley dans le rôle-titre et Efrem Zimbalist Jr.), ou encore Le Faucon blanc de Charles B. Pierce (en) (1975, avec Leif Erickson et Woody Strode), où il tient le rôle de l'indien Winterhawk (titre original de ce dernier film).
Ses deux ultimes films, sortis en 1989,  sont Retour de la rivière Kwaï d'Andrew V. McLaglen (avec Nick Tate et Chris Penn) et Cage de Lang Elliott (avec Lou Ferrigno et Red Brown). 
Quasiment retiré des écrans depuis, il apparaît néanmoins comme lui-même dans Unbelievable!!!!! (en) de Steven L. Fawcette (2016), parodie de l'univers de Star Trek, en raison de sa prestation dans un épisode (ci-après évoqué) de la série originale.
À la télévision américaine justement, outre un téléfilm de 1980, il contribue à trente-quatre séries, les trois premières en 1957-1958 étant des séries-westerns, dont Sugarfoot (trois épisodes) et Cheyenne (quatre épisodes). Citons ultérieurement Custer (en) (intégrale en dix-sept épisodes, 1967, où il personnifie Crazy Horse), Star Trek (épisode Un enfant doit mourir, 1967), puis deux séries ayant comme vedette Lee Majors, L'Homme qui valait trois milliards (un épisode, 1974) et L'Homme qui tombe à pic (deux épisodes, 1983-1984).
Ses deux dernières séries sont Simon et Simon (un épisode, 1986) puis Cagney et Lacey (un épisode, 1987).

## Filmographie partielle

### Cinéma

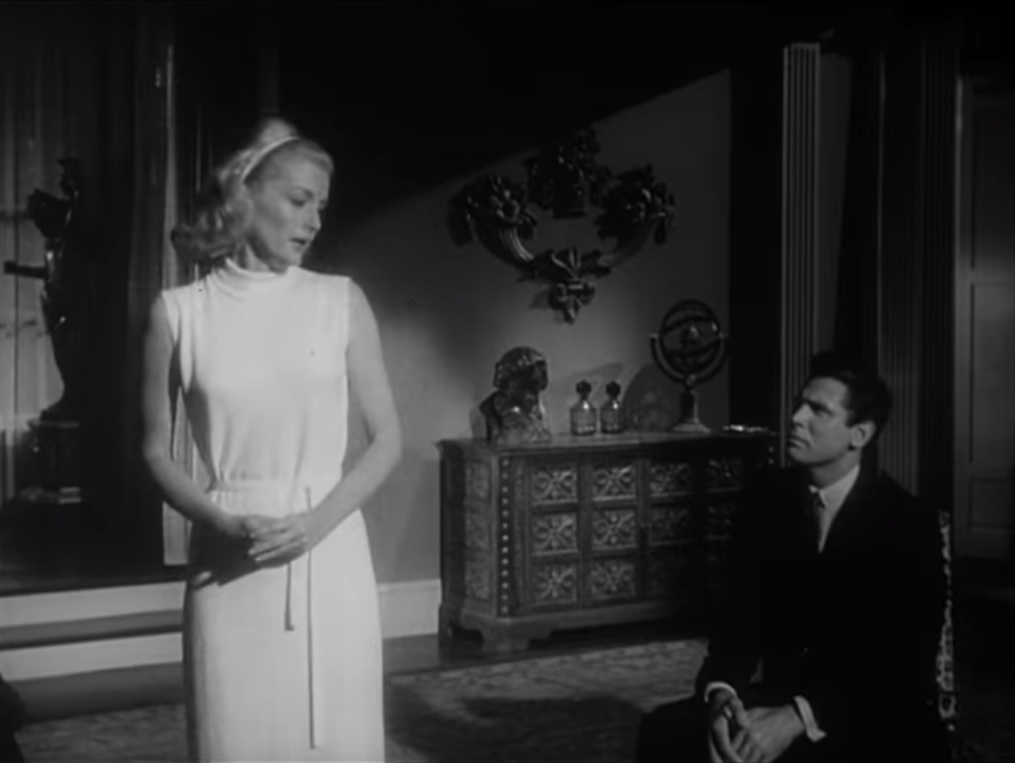
Constance Towers et Michael Dante,
dans Police spéciale (1964)

- 1956 : Marqué par la haine (Somebody Up There Likes Me) de Robert Wise : « Shorty the Greek »
- 1957 : Un seul amour (Jeanne Eagels) de George Sidney : Sergent O'Hara (séquence Rain)
- 1957 : L'Arbre de vie (Raintree County) d'Edward Dmytryk : Jess Gardner
- 1958 : Sur la piste des Comanches (Fort Dobbs) de Gordon Douglas : Billings
- 1959 : Le Courrier de l'or (Westbound) de Budd Boetticher : Rod Miller
- 1960 : Les Sept Voleurs (Seven Thieves) d'Henry Hathaway : Louis Antonizzi
- 1962 : Un direct au cœur (Kid Galahad) de Phil Karlson : Joie Shakes
- 1964 : La Fureur des Apaches (Apache Rifles) de William Witney : Red Hawk
- 1964 : Police spéciale (The Naked Kiss) de Samuel Fuller : Grant
- 1965 : Harlow d'Alex Segal : Ed
- 1965 : Représailles en Arizona (Arizona Raiders) de William Witney : Brady
- 1971 : Willard de Daniel Mann : Brandt
- 1975 : Le Faucon blanc (Winterhawk) de Charles B. Pierce (en) : Winterhawk
- 1977 : Le Fermier (The Farmer) de David Berlatsky : Johnny O'
- 1983 : Chicago Cop (en) (The Big Score) de Fred Williamson : « Goldie » Jackson
- 1986 : Le Convoyeur (The Messenger) de Fred Williamson : Emerson
- 1989 : Retour de la rivière Kwaï (Return of the River Kwai) d'Andrew V. McLaglen : Commandant Davidson
- 1989 : Cage de Lang Elliott : Tony Baccola

### Télévision
(séries, sauf mention contraire)

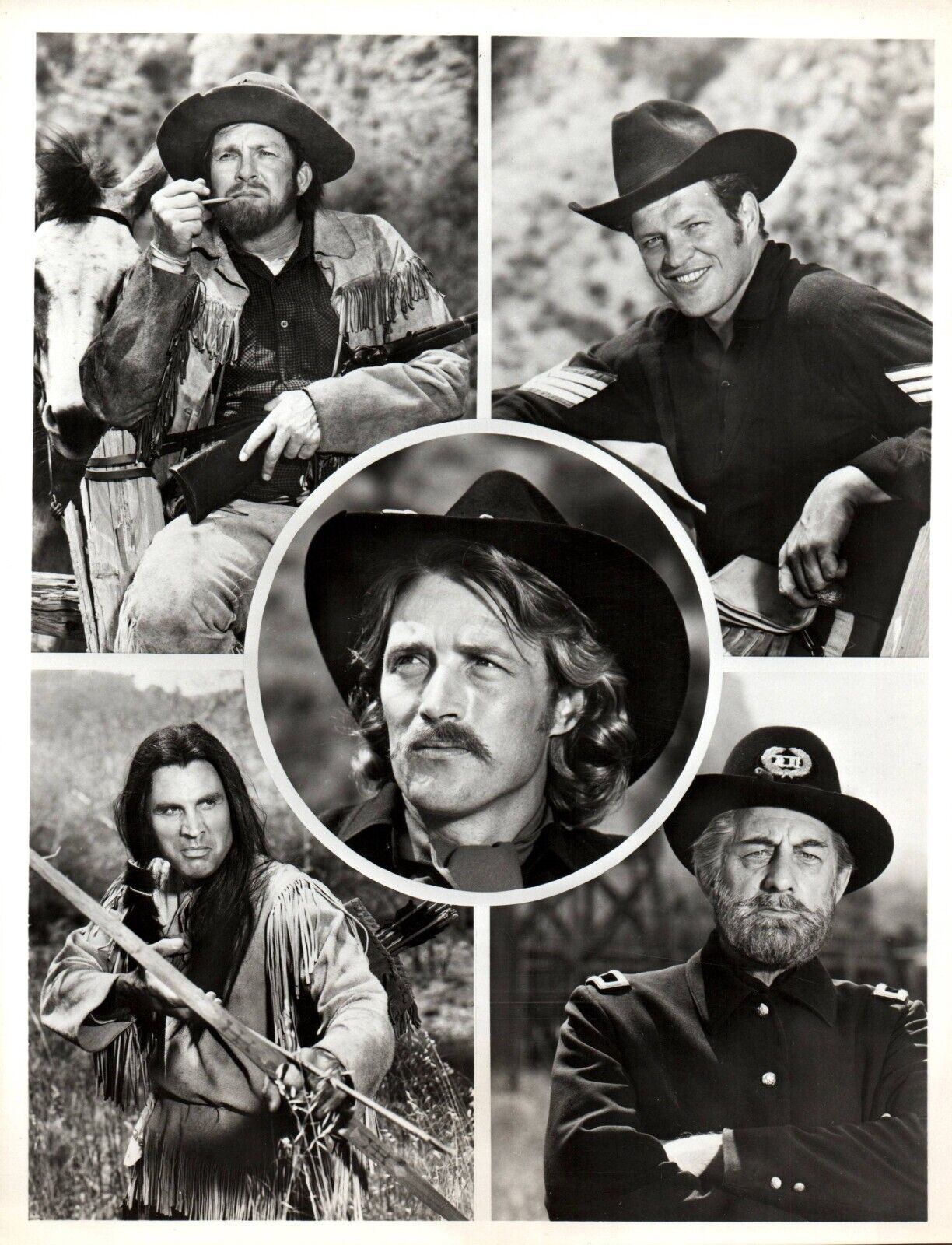
Série Custer (1967), casting principal :
Au centre, Wayne Maunder (rôle-titre) ; de g. à d. et de haut en bas : Slim Pickens, Peter Palmer, Michael Dante (Crazy Horse) et Robert F. Simon (général Terry)

- 1957-1958 : Sugarfoot, saison 1, épisode 2 Reluctant Hero (1957 : Ken Brazwell) de Leslie H. Martinson, épisode 5 Trailer's End (1957 : Walt Lane) de Leslie H. Martinson et épisode 13 The Dead Hills (1958 : Mike Wilson) de Franklin Adreon
- 1957-1958 : Cheyenne, saison 3, épisode 1 Incident at Indian Springs (1957 : Roy Curran) de Thomas Carr, épisode 2 The Conspirators (1957 : Lieutenant Dowd) de Leslie H. Martinson, épisode 7 Hired Gun (1957 : Whitey) de Leslie H. Martinson et épisode 19 Noose at Noon (1958 : Billy Bob) d'Howard W. Koch
- 1957-1959 : Maverick
  - Saison 1, épisode 6 Stage West (1957 : Sam Harris) de Leslie H. Martinson et épisode 15 The Third Rider (1958 : Turk Mason) de Franklin Adreon
  - Saison 2, épisode 25 Betrayal (1959) de Leslie H. Martinson : Joe
- 1959 : Rintintin (The Adventures of Rin Tin Tin), saison 5, épisode 18 The Matador de William Beaudine : Ramon Estrada
- 1959-1965 : Perry Mason
  - Saison 2, épisode 6 The Case of the Dangerous Dowager (1959) de Buzz Kulik : Arthur Manning
  - Saison 8, épisode 19 The Case of the Feather Cloak (1965) de Jesse Hibbs : Douglas Kelland
- 1959-1969 : Les Aventuriers du Far West (Death Valley Days)
  - Saison 8, épisode 1 Olvera (1959) : Capitaine Richard Rocha
  - Saison 17, épisode 17 Long Night at Fort Lonely (1969) de Jack Hively : Clay Squires
- 1961 : Échec et Mat (Checkmate), saison 1, épisode 30 Voyage Into Fear : le trompettiste
- 1965 : Bonanza, saison 7, épisode 3 Le Coffret de cuivre (The Brass Box) de William F. Claxton : Miguel Ortega
- 1966 : Max la Menace (Get Smart), saison 1, épisode 17 Ah, ah, le sauvage (Kisses for KAOS) de Gary Nelson : Savage
- 1967 : Custer (en), saison unique, 17 épisodes (intégrale) : Crazy Horse
- 1967 : Star Trek, saison 2, épisode 11 Un enfant doit mourir (Friday's Child) de Joseph Pevney : Maab
- 1968 : La Grande Vallée (The Big Valley), saison 4, épisode 5 Attention danger (Deathtown) de Don Taylor : Francisco
- 1969 : Daniel Boone, saison 5, épisode 24 For a Few Rifles de John Newland : Akari
- 1974 : L'Homme qui valait trois milliards (The Six Million Dollar Man), saison 1, épisode 9 Le docteur Wells a disparu (Dr Wells Is Missing) de Virgil W. Vogel : Julio Tucelli
- 1980 : The Kids Who Knew Too Much de Robert Clouse (téléfilm diffusé dans le cadre de l'émission Le Monde merveilleux de Disney) : Ross
- 1982 : Côte Ouest (Knots Landing), saison 3, épisode 19 La Nuit (Night) d'Alexander Singer : Capitaine Alving
- 1983-1984 : L'Homme qui tombe à pic (The Fall Guy)
  - Saison 3, épisode 10 Jeux de nains, jeux de vilains (Hollywood Shorties, 1983) de Don Medford : Tommy
  - Saison 4, épisode 11 Le Rallye de Baja 1000 (Baja 1000, 1984) de Daniel Haller : Oscar Fields
- 1984 : Des jours et des vies (Days of Our Lives), feuilleton, 3 épisodes (sans titres) : Barney Jannings
- 1986 : Simon et Simon (Simon & Simon), saison 6, épisode 12 Tonsillitis : M. Tobias
- 1987 : Cagney et Lacey (Cagney & Lacey), saison 6, épisode 18 Right to Remain Silent : Paul Bennet

## Note et référence
1. ↑  Ne pas confondre avec le film concurrent également sorti en 1965 sous le même titre original (titre français : Harlow, la blonde platine, avec Carroll Baker dans le rôle-titre).